# Bapparga, Shorapur
Bapparga là một làng thuộc tehsil Shorapur, huyện Gulbarga, bang Karnataka, Ấn Độ.